# Iko Carreira
Henrique Alberto Quádrios Teles Carreira, mais conhecido pela alcunha Iko Carreira (Luanda, 3 de junho de 1933 — Madri, 30 de maio de 2000), foi um militar, político, diplomata, escritor e ideólogo anticolonial angolano, uma das principais figuras do país no século XX.
Serviu como o primeiro Ministro da Defesa de Angola, de 1975 a 1980, durante a Guerra Civil Angolana. Após a morte de Agostinho Neto a sua posição no partido enfraqueceu. Mais tarde serviu como embaixador na Argélia e adido militar na Espanha. Era considerado o terceiro em comando no partido e no Estado angolano durante a década de 1970, atrás somente de Agostinho Neto e Lúcio Lara.

## Biografia
Iko Carreira nasceu em Luanda, em 3 de junho de 1933, numa família angolana de origem portuguesa e italiana. Seus pais eram funcionários públicos em Angola e, por isso mesmo, teve uma educação razoavelmente boa no Liceu Salvador Correia.
Na juventude, na década de 1950, partiu para estudar direito na Universidade de Lisboa, residindo na Casa dos Estudantes do Império, mas abadonou o curso no segundo ano para seguir carreira militar. Foi alistado e serviu na Força Aérea Portuguesa, sendo treinado na Academia da Força Aérea como piloto de avião a hélice. Não chegou a combater como piloto na Guerra Colonial Portuguesa por ser reprovado por condições de saúde ainda durante o treinamento. Foi posto à disponibilidade do Exército Português, passando a servir nesta tropa.

### Luta anticolonial
Estava servindo em Argel quando estabeleceu contactos com o movimento anticolonial angolano e filiou-se ao Movimento Popular de Libertação de Angola (MPLA). Desertou das tropas portuguesas na "Fuga dos 100", em 1961, juntamente com Pedro Pires (posteriormente Presidente de Cabo Verde) e Joaquim Chissano (posteriormente Presidente de Moçambique).
Carreira avançou rapidamente no MPLA como um dos mais astutos estrategistas militares que auxiliavam Agostinho Neto. Como profissional militar, foi um dos comandantes designados a organizar o Exército Popular de Libertação de Angola (EPLA) e comandou operações contra as forças portuguesas durante a Guerra de Independência de Angola. Sua fama como estrategista militar aumentou bastante após o "Plano Iko", onde elaborou a bem sucedida operação de tomada da Lunda Norte e de Malanje, onde o EPLA/MPLA pode controlar a famosa "Rota Agostinho Neto" que se estendia desde Luena e Lungué-Bungo até Malanje. A partir de 1974 foi um dos responsáveis por reorganizar o EPLA e transformá-lo em Forças Armadas Populares de Libertação de Angola (FAPLA).
Com a aposentadoria por idade do vice-presidente do partido Domingos Kileba em 1971, o quadro de comando do MPLA, após reunião do Comité Director (que seria integralmente substituído em 1974 pelo Comité Central), passa a ser Lúcio Lara como vice e Iko Carreira como secretário-geral.
Em 1974 e 1975, foi designado a participar das negociações que culminaram nos Acordos de Alvor.

### Ministro da Defesa
Após a declaração da independência angolana, assumiu o cargo de Ministro da Defesa da República Popular de Angola em 12 de novembro de 1975. Em estreita cooperação com a Força Expedicionária Cubana e com os assessores militares soviéticos, Carreira conseguiu que as FAPLA constituíssem rapidamente uma força pronta para o combate. Sua capacidade militar imprimiu severas derrotas a partir de 1976 nas tropas regulares da África do Sul, bem como nas formações armadas do Exército de Libertação Nacional de Angola (ELNA) — ligado à Frente Nacional de Libertação de Angola (FNLA) — e das Forças Armadas de Libertação de Angola (FALA) — ligadas à União Nacional para a Independência Total de Angola (UNITA). Na chefia do ministério liderou o processo de formação da Polícia Nacional e de outros órgãos militares.
Em 27 de maio de 1977 ocorreu o golpe de Estado falhado nitista em Luanda. O Ministro Carreira, passou a ser identificado como o principal representante da "elite branco-mulata", despertando um ódio particular nos líderes da rebelião, que se posicionaram como "porta-vozes dos interesses dos negros pobres". O Ministro da Defesa desempenhou um papel importante na repressão ao movimento do Fraccionismo. Liderou o tribunal militar que sentenciou à morte os participantes da rebelião. Foi um dos principais organizadores das repressões em massa de 1977-1979.

### Enfraquecimento de sua posição no Estado
Após a morte do presidente Agostinho Neto e a ascensão ao cargo de chefe de Estado de José Eduardo dos Santos, em 1979, a posição de Carreira enfraqueceu drasticamente.
Em 1980, foi afastado do cargo de Ministro da Defesa alegadamente para receber treino militar para graduar-se, uma vez que era somente coronel. Foi enviado para a União Soviética, onde estudou na Academia Militar K. E. Voroshilov do Estado Maior das Forças Armadas Soviéticas, tornando-se, em 1982, o primeiro oficial militar africano a receber um diploma de formação como general.
Em 1983 foi nomeado comandante da Força Aérea Popular de Angola, cargo que parmaneceu até 1986, altura em que tornou-se brigadeiro da tropa. Foi o maior responsável pela modernização da aeronáutica angolana a partir de aparelhos militares soviéticos.
Foi enviado, em 1987, como Embaixador Extraordinário e Plenipotenciário de Angola na Argélia. Neste país, enquanto em serviço sofreu uma hemorragia cerebral, após a qual se aposentou da política ativa. Nos últimos 13 anos de sua vida ele viveu com o lado esquerdo paralisado. Foi tratado na França e nos Estados Unidos, depois se mudou para a Espanha com sua esposa e filhos. O governo angolano o nomeou adido militar em Espanha.
Suas últimas posições de Estado não tinham relevância política e eram consideradas secundárias. Na década de 1990 Carreira passou a criticar publicamente a abertura de mercado e as privatizações em Angola, classicando como "sistema de capitalismo selvagem" com "corrupção desenfreada".

### Últimos anos e morte
O derrame que o paralisou não o impediu de escrever dois romances com um dedo, em um computador especial, além de memórias políticas e de várias obras de ficção. As duas principais obras são: "O Pensamento Estratégico de Agostinho Neto", Publicações Dom Quixote, e; "Memorias", publicadas em Angola por Nzila.
Morreu em Madri, Espanha, em 30 de maio de 2000, poucos dias antes de completar 67 anos.
Em junho de 2000, o obituário de Victoria Brittain do The Guardian escreveu: "Como seu amigo e mentor, Presidente Neto, Carreira será sempre um ponto de referência para os angolanos durante o período heróico da sua história.".

## Vida pessoal
Era casado com Maria Helena Diniz "Bucha" Carreira com quem teve quatro filhos.